# Martin Tillman
Martin Tillman (Zürich, 6 november 1964) is een Zwitserse cellist en componist.

## Levensloop
Tillman werd geboren in Zürich, Zwitserland en verhuisde in 1988 naar de Verenigde Staten. Sindsdien heeft hij opgetreden en gecomponeerd in tal van films, televisieshows, commercials en internationale tournees. Terwijl hij in 1989 een master in performance behaalde aan de University of Southern California, studeerde hij bij Lynn Harrell.
Tillman schreef samen met Satnam Ramgotra de filmmuziek voor de film Last Knights met Morgan Freeman en Clive Owen in de hoofdrol. De film Ali van regisseur Michael Mann bevat enkele originele instrumentale nummers van zijn album Eastern Twin. Nadat hij voor Hans Zimmer als musicus de soundtracks had opgenomen van de films The Fan,  Mission: Impossible II, Hannibal, Pirates of the Caribbean, The Da Vinci Code,  The Dark Knight-trilogie en Angels & Demons, trad Tillman samen met Zimmer op in het orkest van de 84ste Oscaruitreiking. Tillman schreef extra muziek voor de film The Ring en was mede-componist voor The Ring Two.
Tillman trad ook op met tal van artiesten, waaronder Toto, Sting, Elton John, T Bone Burnett, Alison Krauss, Elvis Costello, Beck, B.B. King, Air Supply en Tracy Chapman.

## Discografie

### Albums
- The Poet - Romances For Cello (1997) met Michael Hoppé
- Jolimont Project - Lingo (1997)  met Ambient Groove Artists
- Afterglow (1999) met Michael Hoppé en Tim Wheater
- Eastern Twin (2000)
- A Year in Zürich (2004)
- The Ring, The Ring Two (Original Motion Picture Soundtrack) (2005) met Hans Zimmer en Henning Lohner
- Amadeus On The Nile (2007) met Tom Vedvik
- Schellen-Ursli (Original Motion Picture Soundtrack) (2015)
- Superhuman (2016)

## Filmografie

### Als componist
- Admissions (2004)
- The Ring Two (2005)
- Hofshat Kaits (2007)
- Super Hybrid (2010)
- Brave Miss World (2013)
- Dark Hearts (2014)
- Last Knights  (2015)
- Schellen-Ursli (2015)
- In the Name of Honor (2016)
- Cries from Syria (2017)
- Sarogeto (2021)

### Als additioneel componist
- An Everlasting Piece (2000)
- The Pledge (2001)
- Pearl Harbor (2001)
- Ali (2001)
- Black Hawk Down (2001)
- The Ring (2002)
- Tears of the Sun (2003)
- Constantine (2005)
- Kingdom of Heaven (2005)
- Season of the Witch (2011)
- Bullet to the Head (2012)

### Als cellist
- The Exorcist III (1990)
- Sleepwalkers (1992)
- The Last Supper (1995)
- The Fan (1996)
- Michael (1996)
- Ghost of Mississippi (1996)
- Face/Off (1997)
- Quiet Days in Hollywood (1997)
- Kiss the Girls (1997)
- For Richer or Poorer (1997)
- Con Air (1997)
- Cats Don't Dance (1997)
- Armageddon (1998)
- A Bug’s Life (1998)
- Star Trek: Nemesis (1998)
- The Replacement Killers (1998)
- Tarzan (1999)
- X-Men (2000)
- Mission: Impossible II (2000)
- Bait (2000)
- Atlantis: The Lost Empire (2001)
- Monsters, Inc. (2001)
- Hannibal (2001)
- Black Hawk Down (2001)
- The Mummy Returns (2001)
- Shrek (2001)
- Invincible (2001)
- The Ring (2002)
- Phone Booth (2002)
- Spirit: Stallion of the Cimarron (2002)
- Tears of the Sun (2003)
- Bad Boys II (2003)
- Cold Mountain (2003)
- Something's Gotta Give (2003)
- The Rundown (2003)
- Pirates of the Caribbean: The Curse of the Black Pearl (2003)
- Admissions (2004)
- House of D (2004)
- Team America: World Police (2004)
- The Passion of the Christ (2004)
- King Arthur (2004)
- Spanglish (2004)
- Bridget Jones: The Edge of Reason (2004)
- Constantine (2005)
- Batman Begins (2005)
- Domino (2005)
- The Weather Man (2005)
- BloodRayne (2005)
- The Ring Two (2005)
- The Da Vinci Code (2006)
- Pirates of the Caribbean: Dead Man's Chest (2006)
- Pirates of the Caribbean: At World's End (2007)
- Transformers (2007)
- The Number 23 (2007)
- Disturbia (2007)
- The Kite Runner (2007)
- My Winter Storm (2007)
- Illegal Tender (2007)
- Iron Man (2008)
- The Dark Knight (2008)
- Vantage Point (2008)
- Casi Divas (2008)
- Babylon A.D. (2008)
- Frost/Nixon (2008)
- X-Men Origins: Wolverine (2009)
- The Proposal (2009)
- The Taking of Pelham 123 (2009)
- Angels & Demons (2009)
- Transformers: Revenge of the Fallen (2009)
- 2012 (2009)
- Prince of Persia: The Sands of Time (2010)
- The Company Men (2010)
- Twelve (2010)
- Sex and the City 2 (2010)
- Despicable Me (2010)
- Takers (2010)
- The Town (2010)
- Unstoppable (2010)
- Pirates of the Caribbean: On Stranger Tides (2011)
- Life in a Day (2011)
- Cowboys & Aliens (2011)
- Season of the Witch (2011)
- Transformers: Dark of the Moon (2011)
- Saluda al diablo de mi parte (2011)
- Beneath the Darkness (2011)
- Arthur Christmas (2011)
- Total Recall (2012)
- Bullet to the Head (2012)
- The Dark Knight Rises (2012)
- Mr. Pip (2012)
- Brave Miss World (2013)
- Man of Steel (2013)
- Rush (2013)
- Evidence (2013)
- If I Stay (2014)
- The Equalizer (2014)
- Haunting Melissa 2: Dark Hearts (2014)
- Monkey Kingdom (2015)
- Schellen Ursli (2015)
- Last Knights (2015)
- The Martian (2015)
- Blackhat (2015)
- Miss You Already (2015)
- The Program (2015)
- Live by Night (2016)
- Rings (2017)
- The Zookeeper's Wife (2017)
- Pirates of the Caribbean: Dead Men Tell No Tales (2017)
- Spider-Man: Homecoming (2017)
- War for the Planet of the Apes (2017)
- Bad Times at the El Royale (2018)
- Spider-Man: Far From Home (2019)
- Mulan (2020)
- Infinite (2021)